# Cerkiew św. Mikołaja w Toruniu
Cerkiew pod wezwaniem św. Mikołaja – prawosławna cerkiew parafialna w Toruniu. Należy do dekanatu kujawsko-pomorskiego diecezji łódzko-poznańskiej Polskiego Autokefalicznego Kościoła Prawosławnego. Znajduje się przy ul. Podgórnej 69 na Mokrem.
Cerkiew mieści się w zaadaptowanym drewnianym budynku dawnego kościoła ewangelicko-luterańskiego, wybudowanym w 1888 r. Projekt kościoła wraz z przylegającym doń domem wykonał miejscowy budowniczy Geittner. W XX wieku dodano ganek wraz z wieżą. Wewnątrz znajduje się dębowy ikonostas z XIX w., pierwotnie znajdujący się w cerkwi św. Mikołaja we Włocławku, rozebranej po I wojnie światowej. W 1939 roku budynek przeszedł w posiadanie parafii prawosławnej. Świątynia została wyposażona w przedmioty podarowane przez parafian lub przeniesione ze zburzonych cerkwi na Kujawach. W 2019 roku świątynia była remontowana. 8 grudnia 2019 r. miało miejsce poświęcenie odrestaurowanej cerkwi.